# Knut Wiholm
Knut Albert Ludvig Wiholm, född 5 januari 1873 i Stockholm, död där 22 december 1936, var en svensk silversmed och skulptör.
Wiholm utbildades i skulptering av bildhuggaren Richard Sundell i Stockholm och han utbildade sig till silversmed vid Tekniska skolan 1895–1903 samt under en studieresa till Frankrike och Tyskland 1906. Han var anställd vid Otto Meyers konstgjuteri och Nordiska kompaniets verkstad i Nyköping 1898–1918. Han etablerade en egen verkstad som han drev i Nyköping 1918–1923 innan han flyttade sin verksamhet till Stockholm 1924. Han var anlitad som lärare i modellering vid Tekniska skolan i Nyköping 1907–1918. Bland hans offentliga arbeten märks ett krucifix i aluminiumbronserad metallegering för Norrsunda kyrka i Uppland.     